# 鲁祥孝
鲁祥孝（1936年—），湖南津市人，中国人民解放军飞行员，曾入选714工程预备航天员。

## 生平
鲁祥孝于1949年入伍，曾服役于第四十五军一三三师，抗美援朝时编入第四十六军，1954年选拔为飞行学员，进入位于徐州的第五航空预科总队，两个月后进入第五航空学校学习。毕业后成为航空兵第九师的飞行员，1963年，作为第一批改装歼-7的飞行员，调至空三师。1966年1月3日，鲁祥孝驾驶歼-7击落从云南河口入侵的美国高空无人侦察机一架，获周恩来、邓小平等接见，记一等功。1971年，入选曙光一号预备航天员。1987年停飞。在广西南宁退休。1955年授予中尉军衔，1988年晋升大校。